# Henckelia diffusa
Henckelia diffusa är en tvåhjärtbladig växtart som beskrevs av Brian Laurence Burtt. Henckelia diffusa ingår i släktet Henckelia och familjen Gesneriaceae. Inga underarter finns listade i Catalogue of Life.